# Zapora Glen Canyon
Zapora Glen Canyon (ang. Glen Canyon Dam) – betonowa zapora wodna typu grawitacyjno-łukowego, zbudowana w kanionie Glen Canyon na rzece Kolorado w Stanach Zjednoczonych w pobliżu miasta Page (Arizona).
Zapora mieści się w stanie Arizona, pobliżu granicy z Utah i tworzy olbrzymi zbiornik retencyjny - jezioro Powella, znajdujący prawie w całości na terenie stanu Utah.

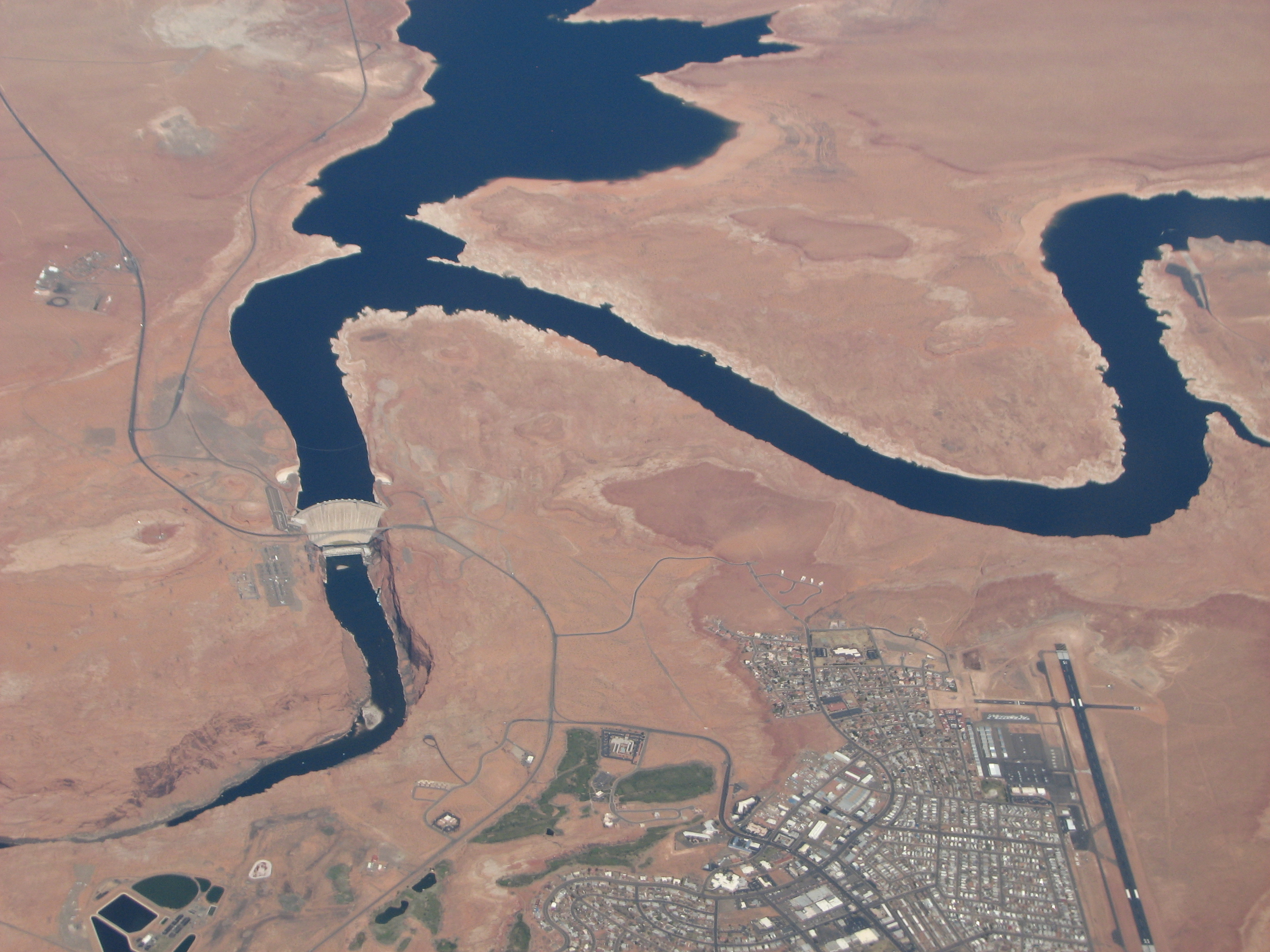
Widok z powietrza na tamę fragment jesiora Powella oraz miasta Peage

Tama ma wysokość 220 m i długość 480 m, a do jej zbudowania zużyto 3 750 000 m³ materiału. Budowę rozpoczęto 15 października 1956 roku i zanim budowniczowie zorganizowali tymczasową przeprawę na drugi brzeg musieli dojeżdżać przez najbliższy most - Nawajo Bridge pokonując trasę około 320 km. Do budowy użyto około 400 000 bloków betonu, z których każdy ważył 24 tony. Budowę ukończono w 1966 roku. Uroczyste otwarcie miało miejsce 22 września w obecności ówczesnej Pierwszej Damy - Lady Bird Johnson.

## Elektrownia wodna
Elektrownia wodna składa się z ośmiu generatorów sumarycznie wytwarzających moc 1 320 000 kilowatów. Każda z turbin do uzyskania pełnej mocy potrzebuje 117 m³ wody na sekundę. Wewnętrzny spadek wody w tamie napędzający turbiny wynosi 174,5 m. Przy pełnej pracy generatorów w każdej minucie przepływa przez nie 57 milionów litrów wody pobieranej z jeziora Powella. Elektrownia Glen Canyon Powerplant produkuje rocznie 5 milionów kilowatogodzin. Prąd jest sprzedawany do okolicznych hrabstw, rezerwatów indiańskich oraz agencji rządowych w stanach Wyoming, Utah, Kolorado, Nowy Meksyk, Arizona, Nevada i Nebraska.